# 킬 잇 키드
킬 잇 키드(Kill It Kid)는 잉글랜드 출신의 록, 그런지 밴드이다.